# Symphlebia panema
Symphlebia panema là một loài bướm đêm thuộc phân họ Arctiinae, họ Erebidae.